# Make Them Suffer
Make Them Suffer — австралійський металкор-гурт з Перта, створений у 2008 році. Станом на березень 2024 року вони підписані на лейблSharpTone Records. Дебютний студійний альбом гурту Neverbloom посів 56 місце у чартах альбомів ARIA у червні 2012 року та продемонстрував ранню суміш металкору, блек-дез-металу та симфонічного металу гурту. Наступний альбом Old Souls дебютував під номером 30 після виходу в травні 2015 року, і продемонстрував початок переходу гурту від дез/блек-металу до більш прогресивного металкорового звучання. Після того, як гурт підписав контракт з Rise Records, у серпні 2016 року лейбл випустив розширену версію Old Souls, яка містила також мініальбом з епохи дез-металу Lord of Woe (спочатку випущений самостійно у 2010 році) та новий трек «Ether». Незважаючи на назву, гурт не названий на честь однойменної пісні гурту Cannibal Corpse.
Вони гастролювали з багатьма відомими гуртами, зокрема Architects, Thy Art Is Murder, Parkway Drive, The Amity Affliction, Pvris, Bleeding Through, Stick to Your Guns, Northlane, August Burns Red, Oceano, Job for a Cowboy, Whitechapel і War from a Harlots Mouth.

## Історія
Гурт самостійно випустив дебютний мініальбом Lord of Woe 27 вересня 2010 року. У лютому 2012 року гурт підписав контракт з Roadrunner Records і 25 травня того ж року випустив дебютний студійний альбом Neverbloom.
Вони випустили сингл під назвою «Let Me In» 12 травня 2014 року. 29 травня 2015 року Make Them Suffer випустили другий студійний альбом під назвою Old Souls. У січні 2016 року гурт підписав міжнародний контракт з Rise Records. 14 червня 2016 року вони випустили новий трек під назвою «Ether». 19 серпня 2016 року гурт випустив делюкс-видання Old Souls, яке також включало «Ether» і ремастеринг мініальбому Lord of Woe.
7 червня 2017 року гурт випустив сингл «Fireworks» і анонсував третій студійний альбом Words Apart, запланований на 28 липня. 9 червня було оголошено, що Кріс Аріас-Ріал, Лаклан Монті та Луїза Бертон більше не гратимуть у гурті. Джаю Джеффрі оголосили новим басистом, а Буку Ніл — новою клавішницею. У 2017 році гурт завершив світовий тур на підтримку альбому Worlds Apart Канадою, США, Європою, Великою Британією та Австралією за участю Wage War, Enterprise Earth, Novelists, Spite та Alpha Wolf.
24 липня 2018 року вийшов сингл «27». У вересні 2018 року гурт гастролював по Америці з After the Burial і The Acacia Strain. У грудні 2018 року було оголошено про північноамериканський тур із Kingdom of Giants, Chelsea Grin і Born of Osiris, який відбувся у 2019 році. 7 червня 2019 року гурт випустив сингл «Hollowed Heart».
19 червня 2020 року гурт випустив четвертий студійний альбом How to Survive a Funeral, фізичне видання якого вийшло 10 липня 2020 року. Спочатку альбом планувалося випустити 24 липня 2020 року. У 2021 році клавішниця та чиста вокалістка Бука Ніл взяла перерву у гурті під час пандемії COVID-19, щоб з'явитися у восьмому сезоні «Одружені з першого погляду». 25 червня 2021 року гурт випустив сингл «Contraband» за участю Кортні ЛаПланте з гурту Spiritbox.
24 лютого 2022 року гурт оголосив у своєму Twitter, що Бука Ніл більше не є учасницею гурту. 13 жовтня гурт оголосив Алекса Ріда з Drown This City своїм новим клавішником, і вони випустили першу пісню з Рідом, «Doomswitch». 8 березня 2023 року, на святкуванні 10-річчя, гурт випустив ремастеризовану версію дебютного альбому Neverbloom і оголосив про ювілейний тур по Австралії з Fit for an Autopsy і Ocean Sleeper, який пройшов в травні та червні.
11 травня 2023 року гурт оголосив, що підписав контракт із SharpTone Records, який приєднався до Greyscale Records, і випустив новий сингл «Ghost of Me» разом із відповідним відеокліпом.

## Музичний стиль
Музичний стиль Make Them Suffer описують як металкор, прогресивний металкор, симфо-дез метал, і дезкор. Їх рання творчість була описана як блек-дез-метал.

## Склад гурту
| Поточний склад - Шон Гарманіс — екстрім-вокал (з 2008) - Нік Мак-Лернон — соло-гітара, беквокал (з 2008); ритм-гітара (з 2016) - Джая Джефрі — бас (з 2017; гастрольний учасник 2016) - Джордан Метер — ударні (з 2018; гастрольний учасник 2017) - Алекс Рід — клавішні, клавітара, фортепіано, чистий вокал (з 2022) | Колишні учасники - Річард Вест — ритм-гітара (2008—2009) - Хізер Менагліо — клавішні, фортепіано (2008—2011) - Коді Брукс — ритм-гітара, бек-вокал (2009—2011) - Крейг Бакінгем — ритм-гітара (2011—2013) - Лахлан Монті — ритм-гітара (2013—2016) - Кріс Ейріес-Ріл — бас (2008—2017) - Луїза Бертон — клавішні, фортепіано, чистий вокал (2011—2017) - Тім Медден — ударні (2008—2018) - Бука Ніл — клавішні, фортепіано, чистий вокал (2017—2022) |

## Дискографія

### Студійні альбоми
| Назва                    | Деталі альбому                                                                                             | Пікові позиції у чартах |
| Назва                    | Деталі альбому                                                                                             | AUS                     |
| ------------------------ | --- | ----------------------- |
| Neverbloom               | - Вийшов: 25 травня 2012 - Лейбл: Roadrunner (RR7640-2) - Формат: CD, доступний для завантаження           | 56                      |
| Old Souls                | - Вийшов: 28 травня 2015 - Лейбл: Roadrunner (541966108-2) - Формат: CD, доступний для завантаження        | 30                      |
| Worlds Apart             | - Вийшов: 28 липня 2017 - Лейбл: Rise (Rise 385-2) - Формат: CD, доступний для завантаження, LP            | 29                      |
| How to Survive a Funeral | - Вийшов: 19 червня 2020 - Лейбл: Rise (Rise 463-1) - Формат: CD, доступний для завантаження, LP, стримінг | 17                      |

### Мініальбоми
| Назва       | Деталі                                                               |
| ----------- | -------------------------------------------------------------------- |
| Demo        | - Вийшов: 31 січня 2009 - Лейбл: Випущений самостійно - Формат: CD   |
| Lord of Woe | - Вийшов: 27 вересня 2010 - Лейбл: Випущений самостійно - Формат: CD |

### Сингли
| Назва                                                              | Рік  | Альбом                   |
| ------------------------------------------------------------------ | ---- | ------------------------ |
| «Weeping Wastelands»                                               | 2010 | Lord of Woe              |
| «Neverbloom»                                                       | 2012 | Neverbloom               |
| «Widower»                                                          | 2012 | Neverbloom               |
| «Elegies»                                                          | 2013 | Neverbloom               |
| «Let Me In»                                                        | 2014 | Old Souls                |
| «Requiem»                                                          | 2015 | Old Souls                |
| «Blood Moon»                                                       | 2015 | Old Souls                |
| «Threads»                                                          | 2015 | Old Souls                |
| «Ether»                                                            | 2016 | Non-album single         |
| «Fireworks»                                                        | 2017 | Worlds Apart             |
| «Uncharted»                                                        | 2017 | Worlds Apart             |
| «Vortex (Interdimensional Spiral Hindering Inexplicable Euphoria)» | 2017 | Worlds Apart             |
| «Save Yourself»                                                    | 2017 | Worlds Apart             |
| «27»                                                               | 2018 | Non-album single         |
| «Hollowed Heart»                                                   | 2019 | Non-album single         |
| «Erase Me»                                                         | 2020 | How to Survive a Funeral |
| «Drown with Me»                                                    | 2020 | How to Survive a Funeral |
| «Soul Decay»                                                       | 2020 | How to Survive a Funeral |
| «Contraband» (за участю Кортні ЛаПланте з Spiritbox)               | 2021 | Non-album single         |
| «Doomswitch»                                                       | 2022 | Non-album single         |
| «Ghost of Me»                                                      | 2023 | Non-album single         |

## Нагороди та номінації

### Нагороди AIR
Australian Independent Record Awards (відома як AIR Awards) — це щорічна церемонія нагородження, метою якої є визнання, просування та святкування успіху австралійського незалежного музичного сектору.
| Рік  | Номінант / робота        | Нагорода                                          | Результат | Прим.         |
| ---- | ------------------------ | ------------------------------------------------- | --------- | ------------- |
| 2021 | How to Survive a Funeral | Найкращий незалежний важкий альбом або мініальбом | Номінація | [ 36 ] [ 37 ] |